# 武都区
武都区位于甘肃省东南部，昔為武都县，是中华人民共和国甘肃省陇南市下辖的市辖区，是市政府駐地。地处长江流域嘉陵江水系白龙江中游，秦巴山系结合部，具有“七山二林一分田”的特点。

## 历史
1879年武都地震，9881人死伤，许多房屋被毁，近半牲畜死亡，城墙大面积垮塌。万寿山上60座寺庙被毁。这次地震导致了很多山体滑坡事件，并且形成很多40至120米高的天然堤坝。
1913年，階州直隸州改為武都县。1985年5月，隴南地區武都县；2004年1月，隴南地區改為地級隴南市，原武都縣改為武都區。

## 行政区划
武都区下辖4个街道办事处、26个镇、8个乡、2个民族乡：
钟楼街道、吉石坝街道、江北街道、江南街道、城关镇、安化镇、东江镇、两水镇、汉王镇、洛塘镇、角弓镇、马街镇、三河镇、甘泉镇、鱼龙镇、琵琶镇、外纳镇、马营镇、柏林镇、姚寨镇、佛崖镇、石门镇、五马镇、裕河镇、汉林镇、桔柑镇、隆兴镇、黄坪镇、五库镇、三仓镇、坪垭藏族乡、蒲池乡、池坝乡、龙坝乡、龙凤乡、磨坝藏族乡、玉皇乡、郭河乡、枫相乡和月照乡。

## 特产
武都花椒、武都油橄榄：中国地理标志产品。